# Strumjani (kommun)
Obsjtina Strumjani (bulgariska: Община Струмяни) är en kommun i Bulgarien.   Den ligger i regionen Blagoevgrad, i den sydvästra delen av landet, 120 km söder om huvudstaden Sofia.
Obsjtina Strumjani delas in i:
- Dobri laki
- Igralisjte
- Ilindentsi
- Mikrevo
- Razdol
- Tsaparevo

Följande samhällen finns i Obsjtina Strumjani:
- Strumjani

Trakten runt Obsjtina Strumjani består i huvudsak av gräsmarker. Runt Obsjtina Strumjani är det ganska glesbefolkat, med 42 invånare per kvadratkilometer.